# Peter Levin
Peter Levin ist ein US-amerikanischer Film- und Theaterregisseur.

## Leben
Peter Levin arbeitete als Schauspieler in mehreren Broadway-Produktionen. Er absolvierte eine Ausbildung an der Carnegie Mellon University. Er wurde Theaterregisseur und inszenierte Produktionen am Long Wharf Theater in New Haven und der Pacific Resident Theatre in Kalifornien. Er war Mitbegründer des Off-Off-Broadway-Loft-Theaters und Associate Artist der Interact Theatre Company.
Seit 1967 hat Levin bei einer großen Anzahl von Fernsehserien-Episoden und Fernsehfilme Regie geführt. Zu seinen Werken gehören Fernsehserien wie Love Is a Many Splendored Thing, Eine amerikanische Familie, Lou Grant und Für alle Fälle Amy. Bekannte Fernsehfilme wurden 1980 The Comeback Kid, 1993  Kaltblütig geopfert und 2006 Ein vollkommener Tag.

## Filmografie (Auswahl)
- 1967–1973: Love Is a Many Splendored Thing (1.426 Folgen)
- 1973: The Starlost (Folge Circuit of Death)
- 1977: Menschen in Manhattan (Miniserie)
- 1978–1979: Eine amerikanische Familie (2 Folgen)
- 1979: Married: The First Year
- 1979: Starsky und Hutch (Folge Starsky vs. Hutch)
- 1979–1982: Lou Grant (10 Folgen)
- 1980: The Comeback Kid
- 1980: Joshua's World
- 1980: Verhängnisvolle Leidenschaft
- 1981: The Marva Collins Story
- 1982: Washington Mistress
- 1982: Marva Collins: Excellence in Education
- 1982: Die Romanze von Charles und Diana
- 1983: Ryan's Four (2 Folgen)
- 1984–1985: Air Force (5 Folgen)
- 1985: Zurück ins Leben
- 1986: Tödliche Sonne
- 1987: Cold Silence
- 1988: Hostage
- 1988: In der Hitze der Nacht (2 Folgen)
- 1989–1990: Der Nachtfalke (4 Folgen)
- 1990: Killer unter uns
- 1992: Killer im Kreißsaal
- 1993: Kaltblütig geopfert
- 1995: Unheimlicher Besucher
- 1997: Two Voices
- 1998: Little Girl Fly Away
- 1999: To Love, Honor & Betray
- 2000: Mord im Namen des Volkes
- 2002–2003: Für alle Fälle Amy (4 Folgen)
- 2003: Homeless to Harvard: The Liz Murray Story
- 2006: Ein vollkommener Tag
- 2008: Queen Sized – Jetzt kommt's dicke
- 2010: Stone on Stone